# 盛巌寺 (恵那市)
盛巌寺（せいがんじ）は、岐阜県恵那市岩村町殿町にある曹洞宗の寺院。山号は久昌山。恵那三十三観音霊場十一番。

## 歴史
天正18年（1590年）、大給松平家の松平家乗が上州那波に父祖の供養のために盛巌寺を開基し、当時、江戸浅草の橋場にあった総泉寺八世の雄山傳英を招いて開山し、盛巌寺に15石を与えた。
大給松平家は、元来は浄土宗の龍巌寺(龍岩寺)という菩提寺があったが、家乗は曹洞宗にも敬仰し、祖先の冥福を祈るため盛巌寺を創建したのであった。
山号及び寺号は、家乗の父松平真乗の法号「梅香院殿盛巌道翁大禅定門」、祖父松平親乗の戒名「空源院殿久浄昌大居士」に因んでいる。
慶長2年(1597年)、雄山傳英は上州那波で遷化したため、玄室慈頓が二世となった。
慶長6年（1601年）家乗が美濃の岩村藩主に移封となったため、盛巌寺と龍巌寺(龍岩寺)も岩村城下に移された。
玄室慈頓は、上州那波から来たものの、間もなく岩村で遷化したため、恵那郡大井村の長国寺から體巌雲恕を招き三世とした。これを體巌派と言う。
家乗は盛厳寺に恵那郡阿木村の30石を寺領として附した。
次に玄室慈頓の弟子の乾中元貞が四世となった。これを通元派と言う。
寛永15年（1638年）、大給松平家は、ニ代藩主の松平乗寿の時に浜松藩へ転封となった。
この時に、十五人扶持を岩村の盛巌寺に残し、乾中元貞は、三人扶持(後に五人扶持)を与えられて、浜松に新たに開創した盛巌寺に大給松平家歴代の位牌を携えて移った。
そのため、「一山 両 盛巌寺と成」、岩村の盛巌寺は残った。
岩村の盛巌寺は大給松平家(宗家)の庇護を外れたため存続が危ぶまれたが、體巌派の天叟全龍が嗣いで五世となり、
岩村の豪商で問屋職の松田自休が私財を投じるのみならず、広く寄進を求めて寺閣を修補し法鐘を鋳て一大伽藍としたので、恵那郡における曹洞宗の中心的な寺院として、計10箇寺の末寺を建立して繁栄した。
その後、大給松平家(宗家)は、館林藩、唐津藩、鳥羽藩、亀山藩、淀藩、佐倉藩、山形藩と転封したため、盛巌寺と龍巌寺(龍岩寺)は、そのたびに移転した。
明和元年(1764年)、山形藩から三河の西尾藩に移封して、廃藩置県まで存続した。そのため愛知県西尾市にも大給松平家(宗家)の菩提寺の盛厳寺がある。
延享5年(1748年)3月16日の「殿様御目見江席」には、岩村藩領の全ての寺の筆頭に「岩村 曹洞宗 盛巌寺」と記されている。
天明3年(1783年)5月4日、本尊の釈迦如来と、脇侍として文殊菩薩と普賢菩薩が寄進された。十二世の天淳の代のことであった。
本尊の釈迦如来は宝冠を戴き、胸飾を付けた菩薩形をしている。

### 建物
元禄16年(1703年)に作成された「岩村指出帳」によれば、以下のとおりに記されている。
「佛殿　六間半九間、向拝　横七尺長二間半　柿葺、位牌所　長三間横二間半、庫裡　五間九間、禅堂　四間七間、山門　九尺四面、廻廊　九尺十間、惣門　一丈九尺、鎮守社　三尺四面、境内　七十間二十八間、後、別に鐘楼　九尺四面を建つ」
現在の状況も、この規模を存続しているが、庫裡が拡張されたこと、土蔵ができたことなどがあるが、惣門は失われている。

## 指定文化財・天然記念物

### 恵那市指定文化財
- (工芸品)　釈迦涅槃像刺繍画軸

慶安2年(1649年)の制作で、白い絵絹に刺繍で縫いだしたもので、縦400cm、幅300cmである。縫屋は、名古屋の桜井三郎左衛門尚従である。
遠くから一見したところでは、絵画の涅槃図と変わりないようであるが、近くで熟覧すると、釈迦如来は全身金糸をもって現わされるなど、壮麗な立体感を持っている。
- (彫刻)　釈迦牟尼部仏像他20体

本尊の釈迦如来や十六羅漢などの21体の仏像がある。
- (工芸品)　殿鐘

境内には、元禄10年(1697年)、尾張の水野庄左衛門正常の制作による殿鐘がある。

### その他寺宝
紙本六字名号帳は、長さ950cm、幅676cmの壮大なものである。中央に「佛」の一文字を籠字で書き、佛の字の外側の余白には、約2.5cmの間に草書で「南無阿弥陀佛」の六字名号が整然と書かれている。
なお籠字の「佛」の字の中にも、朱字の六字名号が整然と書かれていて、その数は数えきれず、俗に百万篇と伝えられている。
「于時天明七丁未年初秋望大成　濃州水晶嶺下隠士　田中而禿源上秀　六十六歳謹書」と書かれている。
田中上秀は松平乗薀の家臣で、御勝手御用人兼郡奉行を務め、知行として10石、役手当として20俵を受けていた。
その他としては、画軸、屏風、額、仏具などが有る。

### 龍巌寺(龍岩寺)
慶長6年（1601年）、松平家乗は上野国那波藩から岩村藩へ移封となった時に、現在の大名墓地の場所に、浄土宗の久翁山 龍厳寺(龍岩寺)も移転し建立した。
慶長19年（1614年）2月19日、松平家乗が没したが、盛巌寺ではなく、龍巌寺(龍岩寺)内の墓地(大名墓地)に埋葬された。
龍厳寺(龍岩寺)の境内には、大きな堂が立てられ位牌や仏像が安置された。後に堂は朽ち果てたので、跡地に『松平前泉州家乗之墓』と刻んだ墓石が建てられた。
寛永15年（1638年）、大給松平家は、ニ代藩主の松平乗寿の時に浜松藩へ転封となった際に、龍巌寺(龍岩寺)については、岩村に伽藍を残したまま浜松へ移ったため、家乗の墓は岩村に残されたままとなった。
その後、大給松平家(宗家)は、館林藩、唐津藩、鳥羽藩、亀山藩、淀藩、佐倉藩、山形藩、西尾藩と転封したため、盛巌寺と龍巌寺(龍岩寺)は、そのたびに移転した。
龍厳寺(龍岩寺)は、山形藩時代に無住の寺となり、西尾藩では遂に伽藍が建てられることはなく終った。

### 妙仙寺
寛永15年（1638年）、次に岩村藩主となった丹羽氏信は、龍巌寺(龍岩寺)の伽藍を受取って、一色丹羽氏の菩提寺の妙仙寺を、尾張の岩崎城下から移した。
元禄15年（1702年）、丹羽氏音が越後高柳藩に移封となると、妙仙寺も岩村を去って越後高柳へ移った。

### 乗政寺
次に大給松平家(乗政流)の松平乗紀が、小諸藩から岩村藩に移り、妙仙寺の伽藍を受取って、菩提寺の松石山 乗政寺を信濃の小諸城下から移した。
すなわち家乗の墓がある場所は、乗政寺の境内となった。
乗政寺は、幕末に廃されて取り壊されたため伽藍は残っていないが、その跡地には、数代の岩村藩主と、その家族や重臣の墓が残っており、大名墓地(乗政寺墓地)と呼ばれている。
大名墓地には、松平家乗の父である松平真乗の『梅香院殿清岸道翁大禅定門　慶長十五年』という供養塔、松平家乗の妻の『松樹院殿栄誉盛繁大信女　寛永九年』という供養塔が残っている。

## 関連寺院
- 盛巌寺 (西尾市)
- 長国寺(恵那市大井町)

## 末寺
- 盛久寺(恵那市山岡町馬場山田)　-　慶長2年、體巌雲恕が開山
- 林昌寺(恵那市山岡町久保原)　-　寛永年間、盛久寺の龍山が開山
- 普門寺(恵那市山岡町下手向)　-　慶長19年、盛久寺の石室が開山
- 圓頂寺(恵那市上矢作町)　-　明暦年間、天叟全龍が開山
- 萬光寺(恵那市上矢作町)　-　宝暦年間、海盤が開山
- 玉泉寺(恵那市上矢作町下)　-　延宝年間、在天が開山
- 黄梅院(恵那市串原)　-　寛永9年（1632年）、寶山文鐘が中興
- 萬嶽寺(中津川市阿木)　-　慶安年間、在天が開山
- 宗泉寺(中津川市)　-　元和年間、乾中元貞が中興
- 東圓寺(中津川市)　-　寛文5年(1665年)、宗泉寺の揚外秀幡が開山